# Ad Hoc Working Group under the Kyoto Protocol
Le Ad Hoc Working Group on Further Commitments for Annex I Parties under the Kyoto Protocol (AWG-KP), en français « groupe de travail sur les futurs engagements des parties de l'annexe I du protocole de Kyoto », est l'une des deux tâches négociées lors de la feuille de route de la conférence de Bali en 2007 (COP13), ou 13e conférence de la Convention-cadre des Nations unies sur les changements climatiques.
Ce groupe de travail rassemble l'ensemble des pays ayant ratifié le protocole de Kyoto, soit l'ensemble des États signataires à l'exception des États-Unis dont le congrès a refusé la ratification du protocole.
Il s'est réuni 17 fois depuis 2006.